# Rotz auf der Wiese
Rotz auf der Wiese ist eine Fun-Punk-Band aus Hannover, die 1994 am Neujahrstag gegründet wurde. Die Band spielt temporeiche, melodische Lieder mit deutschen Texten.

## Geschichte
Ihren ersten Auftritt hatte die Band im Gründungsjahr 1994 im Springer Otto-Hahn-Gymnasium. Noch im selben Jahr siegte die Band beim von BILD gesponserten Wettbewerb „Hannover muckt auf“.
1995 gewannen sie den 1. Seelzer Rockwettbewerb. Zudem nahmen sie getarnt als „Jugendmusikgruppe Bennigsen“ am Schützenumzug Springe teil. Sie gaben u. a. mit Die Dikkmannz und Die Schröders sowie anderen deutschen Punkbands Konzerte.
Anfang 1999 trennte sich die Band von Elias Glauche. Wenig später stieß Steffen Hardekopf als Ersatz zu der Band.
Nach diversen Demotapes und CD-Samplerbeiträgen veröffentlichten sie im Sommer 2000 ihre erste CD, König der Meere. Es folgten zahlreiche regionale und überregionale Konzerte und Festivalauftritte.
Am 16. September 2004, während der Aufnahmen zum zweiten Album, starb unerwartet Gitarrist und Gründungsmitglied Michael Haller. Nach einem Jahr Pause entschlossen sie sich als Trio weiter zu musizieren. Ende 2005 begannen sie mit den Aufnahmen zu ihrem dritten Album und begannen eine Tour durch Deutschland. 2008 erschien das letzte Album, Gestern Freibier.

## Diskografie
- 1994: ...unter dem Schatten der Sonnenblume (Demotape)
- 2001: König der Meere (CD)
- 2005: Dosenpfand? Allerhand! (CD)
- 2008: Gestern Freibier (CD)

## Samplerbeiträge
- X-Plizit Volume II CD (1995)
- Chaos Tage – Grüße aus Hannover SPV, CD (1996)
- Döner im Wind – Ein Tribut an Udo Lindenberg Doener-Diskothek, CD (2005)
- Take Good Care of My Little Brother, CD (2006)
- HANNOVER 96 – KULT IN SCHWARZ-WEISS-GRÜN, CD (2008)